# Soledad Miranda
Soledad Rendón Bueno (Sevilla, 9 juli 1943 - Lissabon, 18 augustus 1970) beter bekend onder haar pseudoniemen Soledad Miranda en Susann Korda, was een Spaans actrice en zangeres van Portugese komaf. Ze acteerde vooral in films geregisseerd door Jesús Franco. In 1970 kwam ze op zevenentwintigjarige leeftijd om het leven, nadat ze betrokken was geraakt bij een auto-ongeluk op een Portugese snelweg.
Jesús Franco was ook zeer diep bedroefd toen hij het nieuws hoorde van haar dood en noemde het een van de slechtste dagen in zijn leven.

## Discografie
- Lo Que Hace a las Chicas Llorar (1964) (EP)
- El Color del Amor (1965) (EP)